# Fußball-Weltmeisterschaft der Frauen 2023/Frankreich
Dieser Artikel behandelt die französische Fußballnationalmannschaft der Frauen bei der Weltmeisterschaft 2023.
Für die Französinnen – in Anlehnung an die Männernationalelf auch als les Bleues („Die weiblichen Blauen“) bezeichnet – bedeutete das Turnier in Australien und Neuseeland die insgesamt fünfte Endrundenteilnahme bei einer Weltmeisterschaft und die vierte in Folge; zuerst war ihnen dies 2003 gelungen. Die bisher beste Platzierung bei einem dieser Turniere war der vierte Rang 2011 unter Trainer Bruno Bini. 2023 erfolgte aber zum wiederholten Mal das Aus im Viertelfinale.

## Qualifikation
| Pl. | Team         | Sp. | S  | U | N  | Tore  | P. |
| --- | ------------ | --- | -- | - | -- | ----- | -- |
| 1   | Frankreich   | 10  | 10 | 0 | 0  | 54:04 | 30 |
| 2   | Wales        | 10  | 6  | 2 | 2  | 22:05 | 20 |
| 3   | Slowenien    | 10  | 5  | 3 | 2  | 21:06 | 18 |
| 4   | Griechenland | 10  | 4  | 1 | 5  | 12:28 | 13 |
| 5   | Estland      | 10  | 2  | 0 | 8  | 07:43 | 06 |
| 6   | Kasachstan   | 10  | 0  | 0 | 10 | 04:34 | 0  |

Die Französinnen trafen in der UEFA-Qualifikationsgruppe I zwischen September 2021 und September 2022 auf Wales, Slowenien, Griechenland, Kasachstan und Estland.
Dabei kamen sie zu folgenden Ergebnissen:
Griechenland – Frankreich 0:10 und 1:5
Slowenien – Frankreich 2:3 und 0:1
Frankreich – Estland 11:0 und 9:0
Kasachstan – Frankreich 0:5 und 0:6
Frankreich – Wales 2:0 und 2:1
Frankreich schloss die Qualifikation erneut mit einer weißen Weste ab; allerdings tat sich das Team bei den Auswärtsspielen gegen Wales und insbesondere Slowenien überraschend schwer. In Slowenien bedurfte es sogar eines Strafstoßes in der Nachspielzeit, damit die Bleues auch von dort drei Punkte mitnehmen konnten.
| Peyraud-Magnin Périsset (Torrent) Tounkara De Almeida (Renard, Mbock Bathy) Karchaoui Bilbault Geyoro (Dali) Toletti (Matéo) Cascarino (Malard) Katoto Diani (Baltimore) Stammformation |

In den zehn Begegnungen hatte Trainerin Corinne Diacre folgende 30 Spielerinnen eingesetzt, wobei in der Klammer jeweils angegeben ist, bei wievielen Partien die Frauen in der Startelf standen und zusätzlich dahinter – durch + und ein kleines e –, wie häufig sie eingewechselt wurden.
Tor:
Pauline Peyraud-Magnin (10)
Abwehr:
Aïssatou Tounkara (8+1e), Ève Périsset (7), Marion Torrent (5+1e), Sakina Karchaoui (5), Élisa De Almeida (5), Griedge Mbock Bathy (2+2e), Wendie Renard (3), Hawa Cissoko (2+1e), Perle Morroni (2+1e), Selma Bacha (1+1e), Grace Kazadi (1e)
Mittelfeld:
Charlotte Bilbault (9+1e), Sandie Toletti (8+1e), Onema Grace Geyoro (6+2e), Kenza Dali (4+4e), Ella Palis (2+2e), Amel Majri (2), Léa Khelifi (1e)
Angriff:
Marie-Antoinette Katoto (8), Delphine Cascarino (7+1e), Sandy Baltimore (2+5e), Kadidiatou Diani (6), Melvine Malard (2+4e), Clara Matéo (2+3e), Viviane Asseyi (1+4e), Kessya Bussy (4e), Ouleymata Sarr (1+2e), Naomie Feller (1e), Valérie Gauvin (1e)
Frankreichs 54 Treffer erzielten:
Katoto (10), Geyoro, Diani (je 5), Dali, Cascarino, Sarr (a) (je 4), Malard (3), Renard, Tounkara, Périsset, Majri, Asseyi, Matéo (je 2), Bacha, Toletti, Baltimore und Gauvin (je 1); dazu kamen Eigentore der Griechin Maria Palama sowie der beiden Estninnen Maria Orav und Heleri Saar.

## Vorbereitung
Aus Sicht der Trainerin begann die WM-Vorbereitung schon im Herbst 2022 mit drei Freundschaftsspielen gegen Mannschaften aus den Top 10 der Weltrangliste. Dabei hinterließen die misslungene Europameisterschaftsrevanche gegen Deutschland (1:2) und mehr noch die 0:3-Niederlage in Schweden eine Reihe von Zweifeln an der aktuellen Qualität der Französinnen, die in einer Analyse dieser beiden Begegnungen alle Mannschaftsteile mit Ausnahme der Torhüterin betrafen. Ähnlich bewertete L’Équipe diese Auftritte und stellt dabei insbesondere das Fehlen von Katoto in den Vordergrund, ohne die es im Spiel nach vorne an Kreativität und Effizienz mangele.
Im November folgte noch ein Test gegen Norwegen, in dem Frankreich 2:1 gewann.
Im Februar 2023 gewann Frankreich das Tournoi de France, bei dem es gegen zwei andere für die WM qualifizierte Frauschaften (Dänemark sowie erneut Norwegen) und Uruguay ging. Dabei probierte Diacre in zwei Begegnungen ein 3-5-2-System mit drei zentralen Abwehrspielerinnen; dieses Experiment schätzte sie anschließend als gelungen ein. Ohne explizit auf Diacre Bezug zu nehmen, erklärte Wendie Renard zwei Tage danach überraschend ihren Rückzug aus der Nationalmannschaft. Sie könne das derzeitige System nicht länger unterstützen, weil es „von den Anforderungen auf höchstem Niveau weit entfernt sei“. Mit der Formulierung, an der WM „bedauerlicherweise“ und „unter diesen Bedingungen“ nicht teilnehmen zu wollen, hielt sie sich allerdings eine Hintertür für den „Rücktritt vom Rücktritt“ offen. Am 9. März, nur 135 Tage vor Frankreichs erstem WM-Spiel, erfolgte daraufhin die Entlassung von Corinne Diacre.
Unter ihrem Nachfolger Hervé Renard folgten im April zwei weitere Tests gegen die WM-Teilnehmer Kolumbien (5:2 nach 0:2-Rückstand) und Kanada (2:1), die von den Ergebnissen her positiv ausgingen. Dabei experimentierte Renard personell erwartungsgemäß viel; so berücksichtigte er im Vergleich zur Stammelf der Qualifikation weder Bilbault noch Torrent oder Tounkara, musste zudem auf die verletzten Katoto, Diani und Mbock verzichten. Dafür berief er mehrere Talente ein und holte von Diacre länger nicht mehr berücksichtigte Spielerinnen (Eugénie Le Sommer, Léa Le Garrec, Estelle Cascarino, Amel Majri) zurück. Auch Wendie Renard war wieder dabei.
Die Hauptphase der Vorbereitung begann nach dem Saisonabschluss der französischen Liga sowie des Europapokals und einer anschließenden Regenerationszeit für die Spielerinnen am 20. Juni. Die Bleues traten zur Feinabstimmung noch gegen das ebenfalls qualifizierte Irland (3:0-Sieg am 6. Juli auf der „grünen Insel“) sowie am 14. Juli in Melbourne gegen Australien an. Dem 1:0-Sieg der WM-Mitausrichter, sechs Tage vor Turnierbeginn und am französischen Nationalfeiertag, wohnten 50.629 Zuschauer bei – eine Rekordkulisse sowohl für die „Matildas“ als auch für ein Freundschaftsspiel der Französinnen.

## Unterkunft
Das von der FIFA für Frankreich gebuchte Quartier ist das Grand Mercure The Hills Lodge in Castle Hill, an der nordwestlichen Peripherie Sydneys. Als Trainingsgelände steht der Valentine Sports Park in Gadigal zur Verfügung.

## Aufgebot
Am 6. Juni 2023 stellte Renard seinen 26 Spielerinnen umfassenden Kreis für die Endrunde vor, den er am 4. Juli auf 23 reduziert hat. Erste Reaktionen der Medien befassten sich neben dem kurzfristigen Ausfall von Delphine Cascarino – auch für die Langzeitverletzten Griedge Mbock Bathy und Torjägerin Marie-Antoinette Katoto kommt die WM zu früh – insbesondere mit den Nominierungen der bisher noch nie berufenen Vicki Becho und von Amandine Henry, die seit Ende 2020 kein Länderspiel mehr bestritten hat. In der Pressekonferenz gab es auch Nachfragen zur Nichtberücksichtigung der Routiniers Kheira Hamraoui und Gaëtane Thiney.
Bei den drei gestrichenen Spielerinnen handelt es sich um Oriane Jean-François (PSG, verletzungsbedingt), Aïssatou Tounkara (Manchester United) und Torfrau Mylène Chavas (Real Madrid). Tounkara wurde am 7. Juli dann doch nominiert, weil Amandine Henry wegen muskulärer Probleme in der Wade verzichten musste. Auch Chavas bleibt Reservistin auf Abruf. Selma Bacha, die im Testspiel gegen Australien aufgrund einer Sprunggelenksverstauchung vom Platz getragen werden musste, wurde nicht ersetzt, weil Ärzte und Trainer darauf setzten, dass sie im zweiten Gruppenspiel gegen Brasilien – zwei Wochen nach der Verletzung – wieder einsatzfähig ist. Das durchschnittliche Alter des endgültigen Kaders betrug bei Turnierbeginn 27,2 Jahre.
Ungeachtet aller personellen Handicaps legte Hervé Renard die Latte für sich und die Spielerinnen sehr hoch, indem er als Ziel wenigstens das Erreichen des Halbfinales vorgab.
| Nr.                    | Name                   | Verein (a)               | Länder- spiele (Tore) (b)0 | bei vorher. WMen  | Geburtstag    | WM- Sp. (c)   | Sp.- Minu- ten (d) | Tore          | Gelbe Karten  | Gelb-Rote Karten | Rote Karten   |
| Torhüterinnen          | Torhüterinnen          | Torhüterinnen            | Torhüterinnen              | Torhüterinnen     | Torhüterinnen | Torhüterinnen | Torhüterinnen      | Torhüterinnen | Torhüterinnen | Torhüterinnen    | Torhüterinnen |
| ---------------------- | ---------------------- | ------------------------ | -------------------------- | ----------------- | ------------- | ------------- | ------------------ | ------------- | ------------- | ---------------- | ------------- |
| 01                     | Solène Durand          | US Sassuolo Calcio (ITA) | 02 0(0)                    | 00 (0) *          | 20.11.1994    | 1             | 03                 |               |               |                  |               |
| 16                     | Pauline Peyraud-Magnin | Juventus Turin (ITA)     | 041 0(0)                   | 00 (0) *          | 17.03.1992    | 5             | 480                |               |               |                  |               |
| 21                     | Constance Picaud       | Paris Saint-Germain      | 02 0(0)                    | 00 (0)            | 05.07.1998    |               |                    |               |               |                  |               |
| Abwehrspielerinnen     |                        |                          |                            |                   |               |               |                    |               |               |                  |               |
| 13                     | Selma Bacha            | Olympique Lyon           | 017 0(1)                   | 00 (0)            | 09.11.2000    | 4             | 345                |               |               |                  |               |
| 20                     | Estelle Cascarino      | Paris Saint-Germain      | 011 0(0)                   | 00 (0)            | 05.02.1997    | 3             | 189                |               |               |                  |               |
| 05                     | Élisa De Almeida       | Paris Saint-Germain      | 020 0(3)                   | 00 (0)            | 11.01.1998    | 3             | 300                |               |               |                  |               |
| 07                     | Sakina Karchaoui       | Paris Saint-Germain      | 058 0(0)                   | 01 (0)            | 26.01.1996    | 4             | 389                |               | 1             |                  |               |
| 02                     | Maëlle Lakrar          | Montpellier HSC          | 04 0(2)                    | 00 (0)            | 27.05.2000    | 4             | 390                | 1             |               |                  |               |
| 22                     | Ève Périsset           | FC Chelsea (ENG)         | 048 0(4)                   | 03 (0)            | 24.12.1994    | 4             | 264                |               |               |                  |               |
| 03                     | Wendie Renard          | Olympique Lyon           | 146 (34)                   | 13 (4)            | 20.07.1990    | 4             | 390                | 1             |               |                  |               |
| 06                     | Aïssatou Tounkara      | vereinslos               | 039 0(3)                   | 00 (0) *          | 16.03.1995    | 1             | 03                 |               |               |                  |               |
| Mittelfeldspielerinnen |                        |                          |                            |                   |               |               |                    |               |               |                  |               |
| 15                     | Kenza Dali             | Aston Villa LFC (ENG)    | 056 (11)                   | 02 (0)            | 31.07.1991    | 4             | 321                | 1             | 1             |                  |               |
| 04                     | Laurina Fazer          | Paris Saint-Germain      | 02 0(0)                    | 00 (0)            | 13.10.2003    | 1             | 030                |               |               |                  |               |
| 08                     | Onema Grace Geyoro     | Paris Saint-Germain      | 066 (15)                   | 02 (0)            | 02.07.1997    | 5             | 435                |               |               |                  |               |
| 17                     | Léa Le Garrec          | FC Fleury                | 06 0(1)                    | 00 (0)            | 13.07.1993    | 2             | 093                | 1             |               |                  |               |
| 10                     | Amel Majri             | Olympique Lyon           | 068 (11)                   | 07 (0)            | 25.01.1993    | 2             | 111                |               |               |                  |               |
| 14                     | Sandie Toletti         | Real Madrid (SPA)        | 042 0(3)                   | 00 (0)            | 13.07.1995    | 4             | 308                |               | 1             |                  |               |
| Angreiferinnen         |                        |                          |                            |                   |               |               |                    |               |               |                  |               |
| 18                     | Viviane Asseyi         | West Ham United (ENG)    | 062 (14)                   | 03 (0)            | 20.11.1993    | 2             | 048                |               |               |                  |               |
| 23                     | Vicki Becho            | Olympique Lyon           | 01 0(0)                    | 00 (0)            | 03.10.2003    | 5             | 230                | 1             |               |                  |               |
| 11                     | Kadidiatou Diani       | vereinslos               | 084 (22)                   | 06 (0)            | 01.04.1995    | 5             | 449                | 4             |               |                  |               |
| 19                     | Naomie Feller          | Real Madrid (SPA)        | 05 0(1)                    | 00 (0)            | 06.11.2001    | 1             | 09                 |               |               |                  |               |
| 09                     | Eugénie Le Sommer      | Olympique Lyon           | 179 (89)                   | 16 (5)            | 18.05.1989    | 4             | 357                | 3             |               |                  |               |
| 12                     | Clara Matéo            | Paris FC                 | 023 0(4)                   | 00 (0)            | 28.11.1997    | 2             | 156                |               | 1             |                  |               |
| Trainerstab            |                        |                          |                            |                   |               |               |                    |               |               |                  |               |
| Hervé Renard           | Hervé Renard           | Cheftrainer              | Cheftrainer                | Cheftrainer       | 30.09.1968    |               |                    |               |               |                  |               |
| Éric Blahic            | Éric Blahic            | Assistenztrainer         | Assistenztrainer           | Assistenztrainer  | 02.05.1965    |               |                    |               |               |                  |               |
| Sabrina Viguier        | Sabrina Viguier        | Athletiktrainerin        | Athletiktrainerin          | Athletiktrainerin | 04.01.1981    |               |                    |               |               |                  |               |
| Gilles Fouache         | Gilles Fouache         | Torfrauentrainer         | Torfrauentrainer           | Torfrauentrainer  | 09.11.1973    |               |                    |               |               |                  |               |

## Endrundenspiele

### Gruppenphase
Bei der Auslosung der WM-Vorrunde am 22. Oktober 2022 waren die Französinnen, zu diesem Zeitpunkt Fünfte der Weltrangliste, als einer von acht Gruppenköpfen gesetzt. Ihnen wurden in der Gruppe F Brasilien (Ranglistenplatz 9), Jamaika (43) und mit Panama (57) ein erst im Februar 2023 feststehender Qualifikant zugelost. Alle drei französischen Gruppenspiele wurden um 12 Uhr MESZ angepfiffen.
Mit Brasilien hat Frankreich sich schon elfmal auseinandergesetzt; gegen ihre anderen potentiellen oder tatsächlichen Gruppengegner, wozu zunächst auch noch Taiwan (40), Papua-Neuguinea (50) und Paraguay (51) zählten, waren die Bleues zuvor noch nie angetreten.
| Pl. | Team       | Sp | S | U | N | Tore | P. |
| --- | ---------- | -- | - | - | - | ---- | -- |
| 1   | Frankreich | 3  | 2 | 1 | 0 | 8:4  | 7  |
| 2   | Jamaika    | 3  | 1 | 2 | 0 | 1:0  | 5  |
| 3   | Brasilien  | 3  | 1 | 1 | 1 | 5:2  | 4  |
| 4   | Panama     | 3  | 0 | 0 | 3 | 3:11 | 0  |

| 23. Juli 2023 (Sydney, Allianz Stadium, 39.045 Z.)   |   |           |           |
| Frankreich                                           | – | Jamaika   | 0:0       |
| 29. Juli 2023 (Brisbane, Suncorp Stadium, 49.378 Z.) |   |           |           |
| Frankreich                                           | – | Brasilien | 2:1 (1:0) |
| 2. August 2023 (Sydney, Allianz Stadium, 40.498 Z.)  |   |           |           |
| Frankreich                                           | – | Panama    | 6:3 (4:1) |

In ihrer Auftaktbegegnung taten sich die Französinnen eher schwer. Zwar dominierten sie Jamaika über große Abschnitte und ihre Abwehr stand relativ sicher; aber ihre Offensive blieb auch deshalb stumpf, weil es an überraschenden spieleröffnenden Ideen sowie der Bindung zwischen Mittelfeld und Sturmreihe mangelte. Ganz anders die zweite Partie gegen das mitfavorisierte Brasilien, in der die genesene Selma Bacha sowie Kenza Dali ihren Wert für das Team eindrucksvoll unter Beweis stellten und Le Sommer wie Wendie Renard die deutliche Leistungssteigerung der Elf durch ihre Treffer veredelten.
Im abschließenden Match gegen die bereits ausgeschiedenen Panamesinnen schonte Trainer Renard drei der vier mit einer gelben Karte vorbelasteten Akteure (Karchaoui, Dali, Toletti) und mit Mannschaftsführerin Renard sowie Le Sommer zwei weitere Stammspielerinnen. Überraschend höchstens, dass er nicht auch der Torfrau Nummer zwei, Constance Picaud, zu einem Einsatz verhalf. Frankreich ließ sich auch durch ein sehr frühes „Traumtor“ von Marta Cox nicht aus der Ruhe bringen, lag bereits zur Halbzeit deutlich in Führung und zeigte erst beim Zwischenstand von 5:1 ab Mitte der zweiten Hälfte einige defensive Unsicherheiten.
In diesem letzten Gruppenspiel war bei Diani, der – als erster Französin bei Weltmeisterschaften überhaupt – ein Hattrick gelang, der Knoten geplatzt, und auch Vicki Becho wies ihre offensiven Qualitäten nach. Die dritte Gewinnerin dieser Vorrunde war die gleichfalls noch sehr junge Maëlle Lakrar, die sowohl auf der rechten Außenbahn als auch in der Innenverteidigung mit nahezu fehlerlosen Leistungen überzeugte und als einzige französische Feldspielerin durchgehend auf dem Platz stand.
Kleine Besonderheit am Rande: Der Trainer machte in allen drei Begegnungen nur sparsam von der Möglichkeit zu (maximal fünf) Auswechslungen Gebrauch, je zweimal gegen Jamaika und Brasilien, dreimal gegen Panama.

### Achtelfinale
Im Achtelfinale wartete mit Marokko der Zweitplatzierte aus der Gruppe H, in der die Nordafrikanerinnen – zum Zeitpunkt des Turniers lediglich 73. in der Weltrangliste – die deutschen Frauen auf die vorzeitige Heimreise schickten. Neben der historischen Brisanz (Marokko war bis 1956 französisches Kolonialgebiet) wies dieses Achtelfinale auch aktuelle personelle Besonderheiten auf. Denn acht Fußballerinnen im marokkanischen WM-Kader sind in Frankreich geboren, einige spielen in dortigen Vereinen – und deren Cheftrainer Reynald Pedros hat von 2017 bis 2019 mit Olympique Lyon vier nationale Titel sowie zweimal die Champions League der Frauen gewonnen.
In der Vergangenheit gab es nur ein einziges Länderspiel zwischen Französinnen und Marokkanerinnen: 2008 setzte Frankreich sich anlässlich eines Freundschaftsspiels in Casablanca mit 6:0 durch.
| 8. August 2023 (Adelaide, Hindmarsh Stadium, 13.557 Z.) |   |         |           |
| Frankreich                                              | – | Marokko | 4:0 (3:0) |

Beim Anpfiff stand – mit Ausnahme der leicht angeschlagenen Lakrar – wieder die französische Stammelf auf dem Rasen, und bereits nach 23 Minuten war das Spiel dank Treffern von Diani, Dali und Le Sommer nahezu entschieden. Bis zur Halbzeitpause spielte Marokko zwar engagiert, blieb aber ohne eine einzige Torannäherung. Dieses Bild veränderte sich in der zweiten Spielhälfte zwar optisch, weil die Französinnen einen Gang herausnahmen, aber ihre nun offensiveren Kontrahentinnen kamen weiterhin nicht zu wirklich gefährlichen Strafraumaktionen. Stattdessen stellte Le Sommers Kopfball in der 70. Minute den Endstand her. So konnte Trainer Renard es sich leisten, das Wechselkontingent diesmal voll auszuschöpfen und in den letzten zehn Minuten noch vier Spielerinnen die Gelegenheit für einen Kurzauftritt zu geben.

### Viertelfinale
Die Bleues trafen auf Gastgeber Australien, gegen das sie vier Wochen vorher gerade erst ihren letzten Test verloren hatten und danach eine negative Länderspielbilanz aufwiesen (drei Siege, ein Remis, vier Niederlagen).
| 12. August 2023 (Brisbane, Suncorp Stadium, 49.461 Z.) |   |            |                      |
| Frankreich                                             | – | Australien | 0:0 n. V., 6:7 i. E. |

Die Zielvorgabe des Trainers erreichten die Französinnen am Ende eines Spiels, in dem sie einige Chancen zur Entscheidung vergeben hatten, nicht. Vielmehr tauchte das Schlagwort vom „Viertelfinalfluch“ wieder auf. In einem fast epischen Elfmeterkrimi, bei dem jeweils zehn Spielerinnen der beiden Kontrahenten antreten mussten – lediglich die Torfrau der Bleues blieb davon verschont –, gelang es ihnen nicht, den ab dem 2:1 bestehenden Vorteil entscheidend zu nutzen. Dali bekam sogar zweimal die Möglichkeit, auf 7:6 zu erhöhen, weil ihr erster Strafstoß wiederholt wurde, und scheiterte beide Male. Anschließend parierte die in den letzten Spielminuten eigens eingewechselte Durand den Versuch von Clare Hunt, aber Becho traf lediglich den Pfosten, während Cortnee Vine vollstreckte.